# Mario Bergamaschi
Mario Bergamaschi (7. leden 1929 Crema, Italské království – 18. leden 2020 Crema, Itálie) byl italský fotbalový útočník.
Největší fotbalové úspěchy zaznamenal v klubu AC Milán kde působil v letech 1953 až 1958. Získal dva tituly v lize (1954/55, 1956/57) a zahrál si ve finále poháru PMEZ 1957/58. Zde Rossoneri prohráli s Realem. Nejvíce utkání odehrál v Janovském klubu Sampdoria. Bylo jich 166 utkání. Celkem v nejvyšší lize odehrál 394.
Za reprezentaci odehrál pět utkání.

## Hráčská statistika
| Sezóna  | Klub      | Liga    | Liga   | Liga | Ligové poháry | Ligové poháry | Ligové poháry | Kontinentální poháry | Kontinentální poháry | Kontinentální poháry | Celkem | Celkem |
| Sezóna  | Klub      | Soutěž  | Zápasy | Góly | Soutěž        | Zápasy        | Góly          | Soutěž               | Zápasy               | Góly                 | Zápasy | Góly   |
| ------- | --------- | ------- | ------ | ---- | ------------- | ------------- | ------------- | -------------------- | -------------------- | -------------------- | ------ | ------ |
| 1950/51 | Como      | Serie A | 28     | 0    | -             | 0             | 0             | -                    | 0                    | 0                    | 28     | 0      |
| 1951/52 | Como      | Serie A | 35     | 0    | -             | 0             | 0             | -                    | 0                    | 0                    | 35     | 0      |
| 1952/53 | Como      | Serie A | 33     | 2    | -             | 0             | 0             | -                    | 0                    | 0                    | 33     | 2      |
| 1953/54 | Milán     | Serie A | 25     | 1    | -             | 0             | 0             | -                    | 0                    | 0                    | 25     | 1      |
| 1954/55 | Milán     | Serie A | 32     | 1    | -             | 0             | 0             | -                    | 0                    | 0                    | 32     | 1      |
| 1955/56 | Milán     | Serie A | 25     | 0    | -             | 0             | 0             | PMEZ                 | 4                    | 0                    | 29     | 0      |
| 1956/57 | Milán     | Serie A | 22     | 1    | -             | 0             | 0             | -                    | 0                    | 0                    | 22     | 1      |
| 1957/58 | Milán     | Serie A | 28     | 0    | IP            | 7             | 0             | PMEZ                 | 9                    | 1                    | 44     | 1      |
| 1958/59 | Sampdoria | Serie A | 26     | 0    | IP            | 1             | 0             | -                    | 0                    | 0                    | 27     | 0      |
| 1959/60 | Sampdoria | Serie A | 30     | 0    | IP            | 2             | 0             | -                    | 0                    | 0                    | 32     | 0      |
| 1960/61 | Sampdoria | Serie A | 28     | 0    | IP            | 2             | 0             | -                    | 0                    | 0                    | 30     | 0      |
| 1961/62 | Sampdoria | Serie A | 34     | 0    | -             | 0             | 0             | Stř. P               | 3                    | 0                    | 37     | 0      |
| 1962/63 | Sampdoria | Serie A | 30     | 1    | -             | 0             | 0             | Vel.P                | 1                    | 0                    | 31     | 1      |
| 1963/64 | Sampdoria | Serie A | 17     | 0    | -             | 0             | 0             | -                    | 0                    | 0                    | 17     | 0      |
| Celkem  | Celkem    | Celkem  | 393    | 6    | -             | 13            | 0             | -                    | 17                   | 1                    | 423    | 7      |

## Hráčské úspěchy

### Klubové
- 2× vítěz italské ligy (1954/55, 1956/57)

### Reprezentační
- 1× na MP (1955–1960)